# Déficit (film)
Déficit è un film del 2007 diretto da Gael García Bernal. Si tratta dell'esordio alla regia per il famoso attore messicano che figura anche tra i produttori.

## Trama
Cristobal è un giovane e ricco ragazzo borghese fanatico di hip hop. Suo padre è un noto politico corrotto che per sistemare i conti con la giustizia è partito temporaneamente per l'Europa. All'inizio del film Cristobal arriva nella casa dei suoi genitori a Tepoztlán, dove ha organizzato una festa per il weekend. Sua sorella Elisa ha già invaso la casa portando alcolici, marijuana e i suoi amici hippie provenienti dal Brasile e dal Giappone. La casa è abitata dalla famiglia del custode e da Adán, un ragazzo di origini indigene della stessa età di Cristobal che si occupa della cura del giardino. Fra gli invitati c'è Dolores, l'oggetto di attenzioni di Cristobal e di Adán. Dolores è attratta da Cristobal, che a sua volta è tormentato dalle telefonate della sua ragazza Mafer perché non è riuscito a entrare all'Università di Harvard, come suo padre si aspettava da lui. Quando Cristobal scopre che Adán, il giardiniere, è stato ammesso in una università degli Stati Uniti d'America, sfrutterà ogni occasione per tormentarlo.
Durante il rave party della notte, Elisa, strafatta di ecstasy, bacia Adán in un luogo appartato del giardino ma ad un certo punto inizia a sentirsi male. Rifiutandosi di andare in ospedale chiama suo fratello Cristobal che la porti in casa. Cristobal incolpa Adán per quanto è successo, lo insulta in termini razzisti e fra i due scatta una rissa. La festa finisce quando Cristobal viene a sapere che a dare le pasticche a sua sorella è stato uno dei suoi amici stranieri. Mentre gli invitati se ne stanno andando irrompe nella villa Mafer, furiosa con Cristobal per il suo modo di flirtare con Dolores e ignorare le sue telefonate. Il telefono di Cristobal continua a squillare, questa volta è suo padre. Cristobal non risponde e scoppia in un pianto isterico.

## Produzione
Prima di dare vita a Déficit, García Bernal e la sceneggiatrice Kyzza Terrazas avevano realizzato il pilot di una serie televisiva intitolata Ruta 32. L'idea della serie era quella di dedicare un episodio a ciascuno dei 32 stati messicani ma le reti televisive non accettarono un progetto così ambizioso. García Bernal e Kyzza Terrazas decisero allora di adattare il contenuto di quell'episodio girato a Morelos in un film per il cinema.

## Colonna sonora
L'ultima scena del film è accompagnata dal brano Cristobal tratto dall'album Smokey Rolls Down Thunder Canyon di Devendra Banhart. La canzone è stata scritta per il film ed è interpretata da Devendra Banhart e Gael García Bernal. In seguito l'attore è comparso nel video di Devendra Banhart Seahorse, quarta traccia dello stesso album.

## Distribuzione
La pellicola, prodotta dalla Canana Films, è stata presentata in anteprima mondiale al Festival di Cannes il 21 maggio 2007.

## Riconoscimenti
- Festival di Cannes 2007
  - Candidatura per il premio Caméra d'or a Gael García Bernal
- Festival del cinema di Granada Cines del Sur 2008 
  - Candidatura per il premio Golden Alhambra a Gael García Bernal